# Coulee Dam (Washington)
Coulee Dam je gradić u američkoj saveznoj državi Washington. Prema popisu stanovništva iz 2010. u njemu je živjelo 1.098 stanovnika.